# Дружба навеки (монумент)
«Дру́жба наве́ки» — монумент, одна из достопримечательностей Москвы, установленная в 1983 году на Тишинской площади.

## История
Не смоете губкой,

Не срезать резинкой

С небес эти буквицы

Русско-грузинские.

Такого ни в Цюрихе,

Ни в Семиречье

Прокрашенный суриком

Памятник Речи.
Монумент, посвящённый русско-грузинской дружбе, был торжественно открыт в 1983 году в день празднования 200-летия подписания Георгиевского трактата — договора о покровительстве и верховной власти Российской империи с объединённым грузинским царством Картли-Кахети (иначе Картлийско-Кахетинским царством, Восточная Грузия) о переходе Грузии под протекторат России. Композиция установлена на Тишинской площади — месте, где вплоть до XIX века располагалась Грузинская слобода.
Монумент «Дружба навеки» — это первая установленная в Москве работа Зураба Церетели, созданная вместе с архитекторами Андреем Вознесенским и Ю. Коноваловым.
Памятник, помимо основного, имеет и неофициальные названия: «Дерево языка», «Шампур» или «Шашлык» (благодаря внешнему сходству).
Интересно, что некогда композиция была «парной»: вторая часть, названная «Узами дружбы», была установлена у выезда на 208-километровую Военно-Грузинскую дорогу. Памятник представлял собой два кольца — история России и Грузии, связанные огромным металлическим узлом с позолотой. Внутри располагался металлический свиток с текстом Георгиевского трактата. Такую необычную форму композиции Зурабу Церетели навеяла любовь Александра Сергеевича Грибоедова и Нины Александровны Чавчавадзе. В 1991 году монумент «Узы дружбы» был взорван по распоряжению первого президента Грузии Звиада Константиновича Гамсахурдиа.

## Описание
Мы были в Грузии. Помножим

Нужду на нежность, ад на рай,

Теплицу льдам возьмем подножьем,

И мы получим этот край.

И мы поймем, в сколь тонких дозах

С землей и небом входят в смесь

Успех, и труд, и долг, и воздух,

Чтоб вышел человек, как здесь.
42-метровый монумент «Дружба навеки» представляет собой колонну, состоящую из нанизанных на вертикальный каркас трудноразличимых букв русского и грузинского алфавита, которые образуют слова «Мир», «Труд», «Единство», «Братство». Венчается колонна венком в виде виноградной грозди, переплетённой колосьями пшеницы, что весьма символично — виноград символизирует Грузию, а хлеб — Россию.
Установлен памятник на широком плоском постаменте с медными свитками, на одном из которых начертаны слова из Георгиевского трактата, а на остальных высечены цитаты из сочинений многих авторов, посвященных дружбе между Россией и Грузией: Ш. Руставели, И. Чавчавадзе, А. Церетели, Н. Николадзе, А. С. Пушкина, М. Ю. Лермонтова, С. А. Есенина, Б. Л. Пастернака, К. С. Симонова и др.
При этом в цитате грузинского педагога, публициста и писателя Якова Гогебашвили на одном из свитков на постаменте имеется орфографическая ошибка — слово «удастся» написано с мягким знаком:
Это укрепляет надежду грузин, что им вполне удасться отстоять мирным путем и свою территорию, и свою национальность, и свое самоуправление и свое светлое будущее. Яков Гогебашвили. 1905
15 картушей были установлены за несколько дней до открытия памятника, но свиток со строками Бориса Леонидовича Пастернака был приварен лишь перед прибытием на площадь правительственных машин, потому что стихи Пастернака один из секретарей ЦК КПСС запретил помещать на медных листах. Но у Церетели был иной взгляд на происходящее:
Даже просто процитировать запрещённого Пастернака в советское время — значило рисковать биографией. А ведь в моей колонне-памятнике так называемой языковой дружбы (на Тишинской площади, недалеко от Белорусского вокзала) — с вязью из букв арамейского, грузинского, славянского алфавитов - поэтические строчки Пастернака отлиты в металле. Тогда — в расцвет застоя! — это имя не упоминалось, и строчки Бориса Леонидовича лично вычеркнул Михаил Суслов. Помните такого? Страшный человек! Он отвечал в ЦК КПСС за идеологию, и спорить с ним было опасно.

Но мне очень хотелось, чтобы народ прочитал прекрасные стихи Пастернака, и я проявил своеволие: заранее заготовил плиту с отлитыми на ней поэтическими строчками и стал ждать. Когда мне сообщили, что комиссия, которая должна была принимать памятник, выехала из Кремля, я отдал команду приварить плиту.

## Галерея